# 36th Virginia Infantry
Trente-sixième régiment d'infanterie de volontaires de Virginie
Pour les articles homonymes, voir 36e régiment.
Le 36th Virginia Volunteer Infantry Regiment est un régiment d'infanterie levé en Virginie pour servir dans l'armée des États confédérés pendant la guerre de Sécession. Il combat principalement en Virginie occidentale, au Tennessee et au Kentucky.

## Service
Le 36th Virginia, aussi connu sous l'appellation de 2nd Kanawha Regiment, est organisé en juillet 1861. En août 1861, accompagné du 22nd Virginia Infantry de la brigade de Wise, il rejoint les 45th Virginia Infantry et 50th Virginia Infantry qui composent la brigade de Floyd dans le nord de la vallée de la Kanawha. Affecté à la brigade de Floyd, l'unité combat à Cross-Lanes et Carnifax Ferry en Virginie occidentale, puis part pour le Tennessee. Là, il échappe à la reddition et plus tard retourne en Virginie et sert dans les brigades de McCausland et de T. Smith. Le 36th part combattre à Cloyd's Mountain et à Piedmont, et plus tard est impliqué dans les opérations de la vallée de la Shenandoah d'Early. Il se bat pour la dernière fois à la bataille de Waynesboro.

## Pertes
Cette unité a rapporté 14 tués et 46 blessés à fort Donelson, et il y a eu 18 tués, 58 blessés et 35 disparus à Cloyd's Mountain. Beaucoup ont disparu lors de la troisième bataille de Winchester, et à la mi-avril 1865, elle est dissoute.

## Commandants
Les officiers supérieurs sont les colonels John McCausland (en) et Thomas Smith (un fils du général confédéré et gouverneur en temps de guerre de Virginie William "Extra Billy" Smith), et les lieutenants-colonels William E. Fife, Benjamin R. Linkous, et L. Wilber Reid.